# 201 Elizabeth Street
Il 201 Elizabeth Street (già noto come l'Edificio Pacific Power) è un grattacielo di Sydney in Australia.

## Storia
I lavori di costruzione dell'edificio sono stati ultimati nel 1978. Nel 2019 il gruppo Charter Hall e il gruppo Abacus hanno acquistato l'edificio per 630 milioni di dollari australiani, andandone a detenere, rispettivamente, il 68% e il 32% della proprietà.

## Descrizione
L'edificio sorge nel CBD di Sydney e presenta un'altezza di 165 metri.